# Okręg wyborczy Bow and Bromley

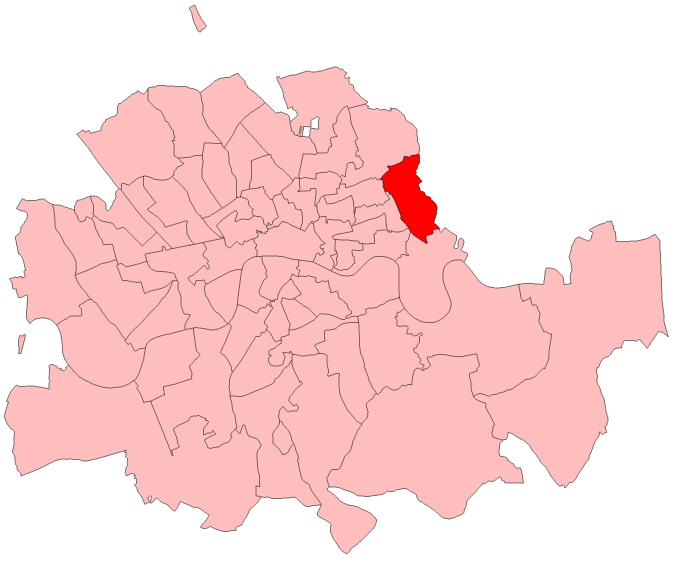
Okręg wyborczy Bow and Bromley w latach 1885-1918

Okręg wyborczy Bow and Bromley powstał w 1885 r. i wysyłał do brytyjskiej Izby Gmin jednego deputowanego. Okręg położony był w Metropolitan Borough of Poplar w Londynie. Został zlikwidowany w 1950 r.

## Deputowani do brytyjskiej Izby Gmin z okręgu Bow and Bromley
- 1885–1886: William Robson, Partia Liberalna
- 1886–1892: John Colomb, Partia Konserwatywna
- 1892–1895: John Archibald Murray MacDonald, Partia Liberalna
- 1895–1899: Lionel Holland, Partia Konserwatywna
- 1899–1906: Walter Guthrie, Partia Konserwatywna
- 1906–1910: Stopford Brooke, Partia Liberalna
- 1910–1910: Alfred du Cros, Partia Konserwatywna
- 1910–1912: George Lansbury, Partia Pracy
- 1912–1922: Reginald Blair, Partia Konserwatywna
- 1922–1940: George Lansbury, Partia Pracy
- 1940–1950: Charles Key, Partia Pracy